# Sally Hawkins
Sally Cecilia Hawkins (n. 27 aprilie 1976, Greater London, Anglia, Regatul Unit) este o actriță britanică. Prima performanță cinematografică notabilă a fost odată cu rolul Samantha, în 2002, din filmul regizat de Mike Leigh, All or Nothing. Prima ei apariție majoră într-o producție de televiziune a fost în rolul Susan Trinder din drama BBC Hoția, o adaptare după romanul omonim scris de Sarah Waters, în care a jucat și Imelda Staunton, care a făcut parte și din distribuția filmului Vera Drake în 2004 în care Hawkins a jucat în rolul lui Susan Wells.
Prestația sa în filmul Despre fericire și alte nimicuri, acolo unde a jucat rolul Poppy, în anul 2008, a fost apreciată și a câștigat un premiu Globul de Aur pentru Cea mai bună actriță într-un musical. Alte roluri semnificative sunt Susan, din Vera Drake în 2004, Sue Trinder din serialul BBC Fingersmith din 2005, Anne Elliot din Persuasion în 2007 și Rita O'Grady din Made in Dagenham în 2010.

## Biografie
Este fiica lui Jacqui și Colin Hawkins, autor și ilustrator de cărți de copii. A fost crescută în sudul Londrei și a urmat cursurile școlii de fete din Dulwich. Și-a făcut cursurile de artă la Conservatorul de Artă Dramatică în 1998. A apărut în lungmetrajele Much Ado About Nothing din 2000, A Midsummer Night's Dream din același an, Misconceptions din 2001, adaptarea după Federico Garcia Lorca, The House of Bernarda Alba din 2005 sau Country Music din 2004.